# Pojezierze Zachodniosuwalskie
Pojezierze Zachodniosuwalskie (842.72) – mezoregion fizycznogeograficzny w północno-wschodniej Polsce, stanowiący zachodnią część Pojezierza Litewskiego. Region graniczy od północy z Puszczą Romincką, od zachodu ze Wzgórzami Szeskimi, od południowego zachodu z Pojezierzem Ełckim, od południowego wschodu z Równiną Augustowską a od północnego wschodu z Pojezierzem Wschodniosuwalskim. Region leży na pograniczu województw warmińsko-mazurskiego i podlaskiego.
Pojezierze Zachodniosuwalskie jest głównie regionem rolniczym o małym zalesieniu. Obszar regionu stanowi strefą przejściową pomiędzy mazurskim a niemeńskim płatem lodowcowym (ostatnie zlodowacenie). Występują tu wały morenowe osiągające wysokości do 240 m n.p.m., poprzecinane rynnami lodowcowymi o południkowej orientacji. Najdłuższą taką rynną jest Rospuda wraz z jeziorami Rospuda Filipowska, Garbaś i innymi.
Na obszarze Pojezierza Zachodniosuwalskiego nie ma miast. Większymi miejscowościami regionu są Bakałarzewo, Filipów i Przerośl.
Mezoregion rozpościera się na terenie gmin: Gołdap, Dubeninki, Kowale Oleckie, Olecko, Wieliczki, Przerośl, Filipów, Bakałarzewo, Raczki i Suwałki.